# Piedrafita de Jaca
Piedrafita de Jaca (en aragonés Piedrafita de Chaca o Piedrafita de Tena) es una localidad española perteneciente al municipio de Biescas, en el Alto Gállego, provincia de Huesca, Aragón.

## Geografía
Piedrafita de Jaca se halla situada en el valle de Tena, en la sierra de La Partacua, al pie de Peña Telera, de 2.762 metros de altura. Se comunica con Tramacastilla de Tena a través del camino conocido como El Betato, considerado de gran interés natural y paisajístico. En la población también encontramos un arco natural geo-tectónico de piedra conocido, en aragonés, como O Campanal a los pies de Corona del Mallo, de 2.536 metros de altura. El arco natural Campanal forma parte de la ruta geológica del valle de Tena y de la comarca del Alto Gállego. La ruta geológica de la comarca reúne los puntos de interés geológico más destacados de la zona, com son las llamadas Señoritas de Aras.

### La sierra de Partacua
La Partacua es una formidable barrera natural de más de 10 kilómetros de longitud que va desde el río Gállego hasta Punta Escarra, en la divisoria con el río Aragón. En ella destacan las impresionantes paredes verticales de Peña Telera (2.762 m) y Peña Retoña (2.781 m). El precioso bosque de hayas del Betato entre Piedrafita y Tramacastilla es el más conocido fe la zona. Otro bosque singular es el abedular al que se accede por la pista del parque de Lacuniacha. El abedul es un árbol propio de latitudes más septentrionales que requiere condiciones muy concretas que se dan aquí: zonas de umbría con temperaturas muy bajas en otoño e invierno y suelos muy ácidos.

### Los ibones
Ibón es el término que se usa en Aragón para referirse a los pequeños lagos de alta montaña que se encuentran a lo largo de los Pirineos por encima de los 1.500 metros de altura. Su origen está asociado a la erosión glaciar, que al retirarse los hielos dejó zonas más profundas que fueron inundadas. En la localidad de Piedrafita de Jaca, a los pies de Peña Telera, se encuentra el Ibón de Piedrafita, uno de los más accesible de todo el Pirineo, al que se puede llegar e. apenas una hora y media desde la localidad, en un itinerario apto para todos los públicos. En las cercanías del ibón se encuentra el, ya nombrado anteriormente, Arco de Piedrafita, una curiosa y atractiva formación geológica.

## Historia
La primera referencia documental a la existencia de Piedrafita corresponde al año 1203.
Junto con Tramacastilla, Sandiniés, Escarrilla, Búbal, Saqués y Polituara, conformó hasta 1836 el quiñón de La Partacua, uno de los tres territorios históricos en los que se dividía el Valle de Tena. Piedrafita contó siempre con ayuntamiento propio, que incluía además las localidades de Búbal, Polituara y Saqués, pero en los años 1970 su término fue absorbido por el de Biescas, convirtiéndose en Entidad Local Menor.
Dentro de la historia de la localidad cabe destacar que en la zona del Ibón de Piedrafita se pueden encontrar varios túmulos funerarios prehistóricos. Los túmulos son amontonamientos de piedras y tierra, visibles en superficie, que en su interior albergan uno o varios enterramientos. Aunque, a simple vista, estas formas de enterramiento nos parezcan muy rudimentarias, su aparición denota el avance social y religioso de las poblaciones prehistóricas que habitaban la zona. Con estos túmulos situados en las zonas altas de Piedrafita, justo en los pies de la sierra de La Partacua, podemos interpretar que la poblaciones empezaron a ser sedentarias y que habían empezado a desarrollar diversos rituales y formas de enterrar a sus muertos hace más de 4.000 años. Aunque las primeras referencias, tal como sale mencionado anteriormente, son del año 1203, con los yacimientos prehistóricos podemos ver que esta zona del valle de Tena ya estaba habitada por poblaciones sedentarias muchos años antes. Los túmulos funerarios de Piedrafita de Jaca forman parte de la ruta megalítica de la comarca del Alto Gállego, una ruta donde se pueden encontrar distintos yacimientos prehistóricos, donde podemos destacar el dolmen de Ibirque, el dolmen de Santa Elena o los túmulos funerarios de Formigal.

## Economía
Piedrafita de Jaca basa su economía en el turismo, como la mayoría de pueblos del valle de Tena. En el pueblo podemos encontrar algunos locales de restauración y hospedaje, donde se pueden destacar el Refugio Telera y el Albergue el Betato. Además, en la misma población se encuentra el parque faunístico de los Pirineos Lacuniacha, un bioparque de unas 30 hectáreas donde se puede encontrar una representación de la flora y fauna que viven o vivieron en algún momento en los Pirineos. En Lacuniacha se pueden ver más de 120 animales de 15 especies diferentes.
Además, en la localidad aún hay explotaciones ramaderas de bovinos. Durante la estación de verano en los pastos altos de la localidad, nombrados "El Puerto", hay rebaños de ovejas, vacas y burros.

### Últimos alcaldes - pedáneos de Piedrafita de Jaca

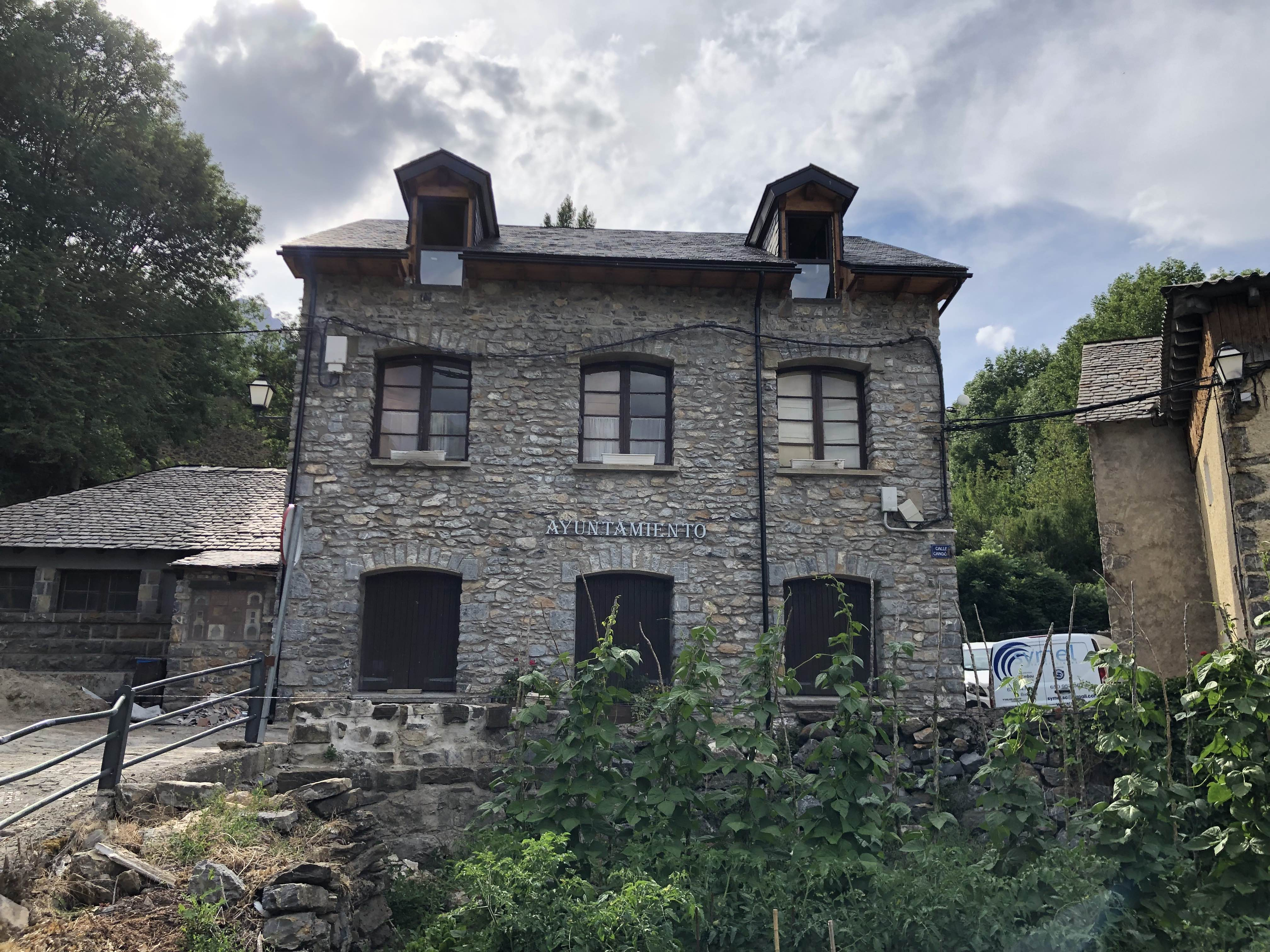
Ayuntamiento de Piedrafita de Jaca

## Política

### Últimos alcaldes - pedáneos de Piedrafita de Jaca[4]
| Período   | Alcalde                            | Partido        |  |
| 1995-1999 | Pascual Fanlo Pelegay              | PAR            |  |
| 1999-2003 | Pascual Fanlo Pelegay              | PAR            |  |
| 2003-2007 | Ana M.ª Miranda Ortiz              | CHA            |  |
| 2007-2011 | Ana M.ª Miranda Ortiz              | CHA            |  |
| 2011-2015 | Pascual Fanlo Pelegay              | Ind.           |  |
| 2015-2017 | Pascual Fanlo Pelegay              | PAR            |  |
| 2017-2017 | Joaquín Fanlo Aznar (en funciones) | Ind.           |  |
| 2017-2019 | Esteban Ruiz Abascal               | PAR            |  |
| 2019-2023 | Esteban Ruiz Abascal               | PAR            |  |
| 2023-2027 | Ot Tintoré i Barreras              | Por Piedrafita |  |

## Geografía humana

### Demografía
| Gráfica de evolución demográfica de Piedrafita de Jaca entre 1842 y 1970 |
| |
| Población de derecho según los censos de población del INE Población de hecho según los censos de población del INEEn estos censos se denominaba Piedrafita: 1842, 1857, 1860, 1877, 1887, 1897, 1900 y 1910 Entre el censo de 1857 y el anterior, crece el término del municipio porque incorpora a 225235 (Saqués) Entre el censo de 1981 y el anterior, este municipio desaparece porque se integra en el municipio 22059 (Biescas) |

En el fogaje correspondiente al año 1488, constan en Piedrafita 10 fuegos o viviendas. Según el censo de población de 2009, contaba con un total de 72 habitantes. En 2013 la población había disminuido a 58. Durante la época de verano su población aumenta considerablemente y por sus fiestas llega a doblarse. En la actualidad, según el INE de 2018, la población ha disminuyó a un total de 39 personas registradas en el padrón municipal, de las cuales 25 son hombre y 14 mujeres, aunque en la últimos años se va incrementando lentamente.
| Gráfica de la evolución de Piedrafita de Jaca entre 2000 Y 2023 |
|                                                                 |
| Población según el padrón municipal del INE.                    |

## Patrimonio arquitectónico

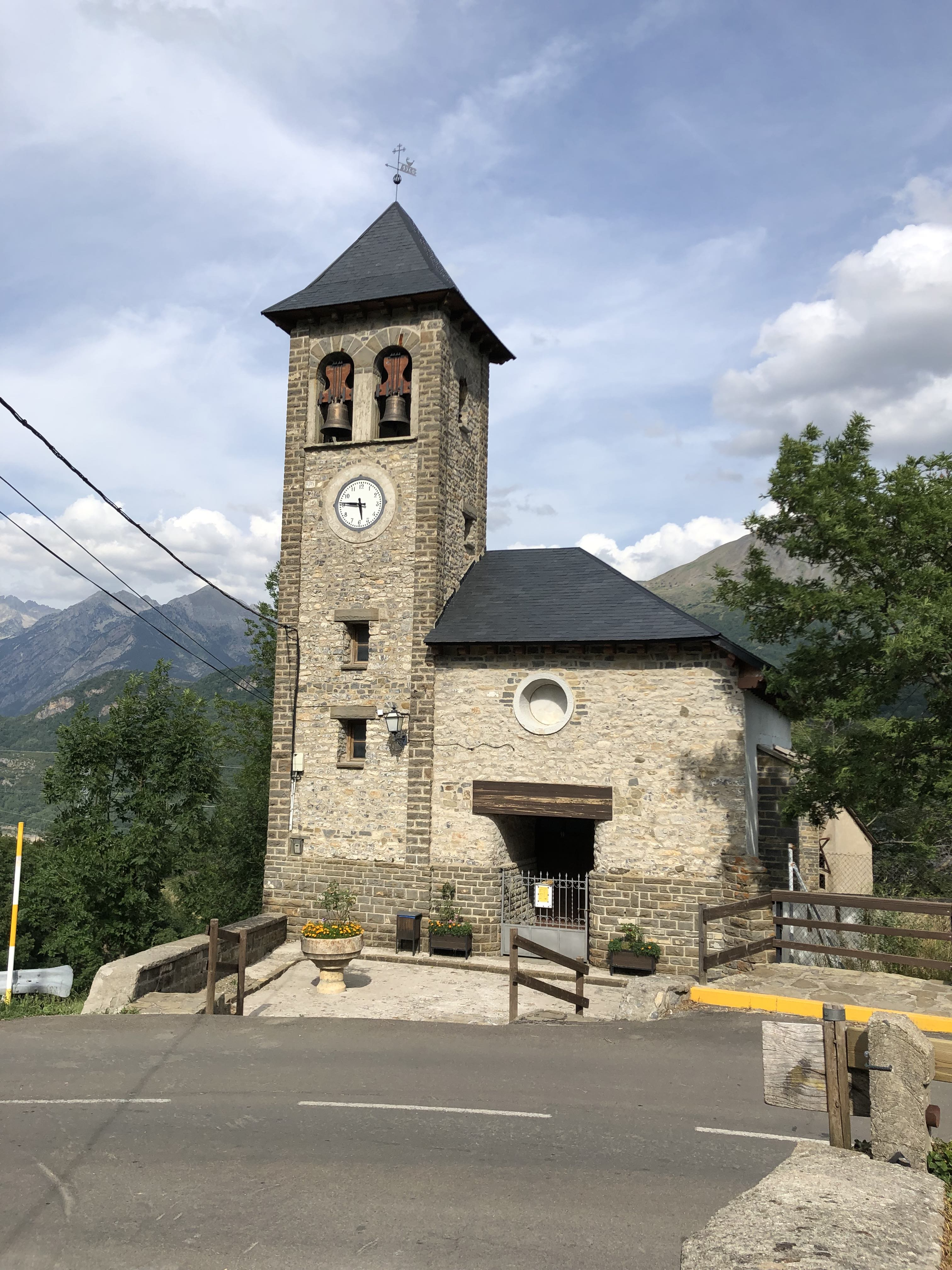
Iglesia de San Andrés, Piedrafita de Jaca.

Las casas de la localidad siguen las características propias de la arquitectura popular de la zona pirenaica donde se encuentra la localidad, basada en el uso de la piedra. Piedrafita conserva algún excepcional ejemplo de portaladas monumentales con grandes arcos de sillería y escudos sobre los mismos. Es el caso de la Casa Juan de Lázaro, Casa Jaime, Casa Silvestre o el edificio de las Escuelas. 
También destacan sus tejados de pizarra o losa, sobre los que aparecen dos elementos interesantes: las "lucanas", que son las ventanas que dan luz a las buhardillas, y las chimeneas, de gran altura para evitar ser tapadas por la nieve y coronadas por las singulares "espantabrujas".
En la localidad de Piedrafita de Jaca podemos encontrar distintos edificios de gran interés arquitectónico y patrimonial:
- Iglesia de San Andrés, siglo XX, con la antigua portada del siglo XV.
- Antiguas escuelas
- Ermita de Santa Cruz
- Centro de interpretación de Brujería en Piedrafita de Jaca. Recuerda las leyendas, peculiaridades, creencias populares y la simbología. Es gratuito y está abierto las 24 horas.

## Fiestas
- 3 de mayo: Romería a la ermita de la Santa Cruz, dedicada a Santa Elena, Santa Orosia y San Antonio.
- 15 de agosto: fiestas patronales en honor a la Asunción de la Virgen, varios días.

## Lugares de interés natural
- Peña Telera
- Arco natural geo-tectónico "O Campanal"

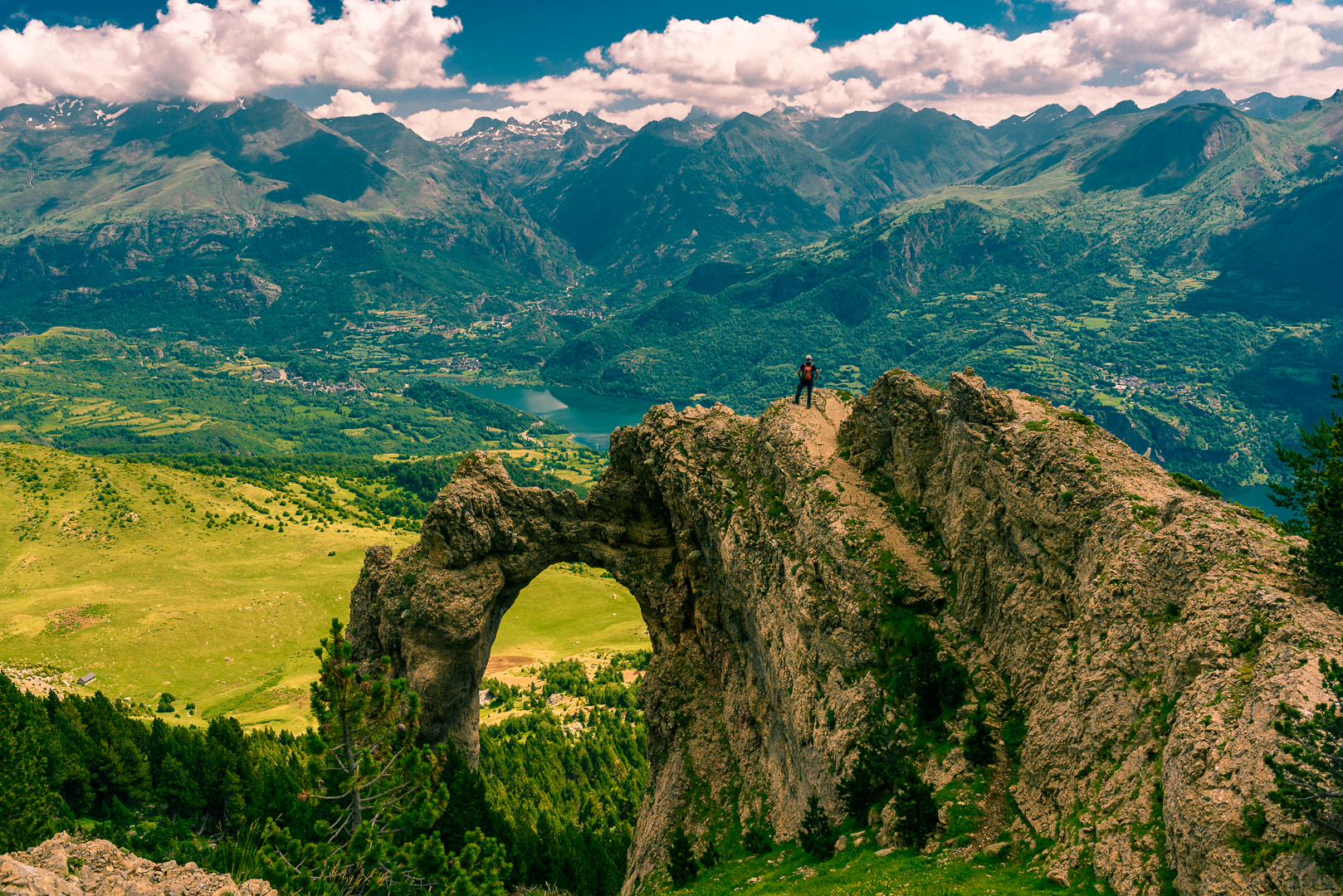
Arco geotectónico de Piedrafita de Jaca

- Ibón de Piedrafita
- El Betato
- Barranco del Gorgol
- Arco geotectónico de Piedrafita de JacaMirador punta del Baro

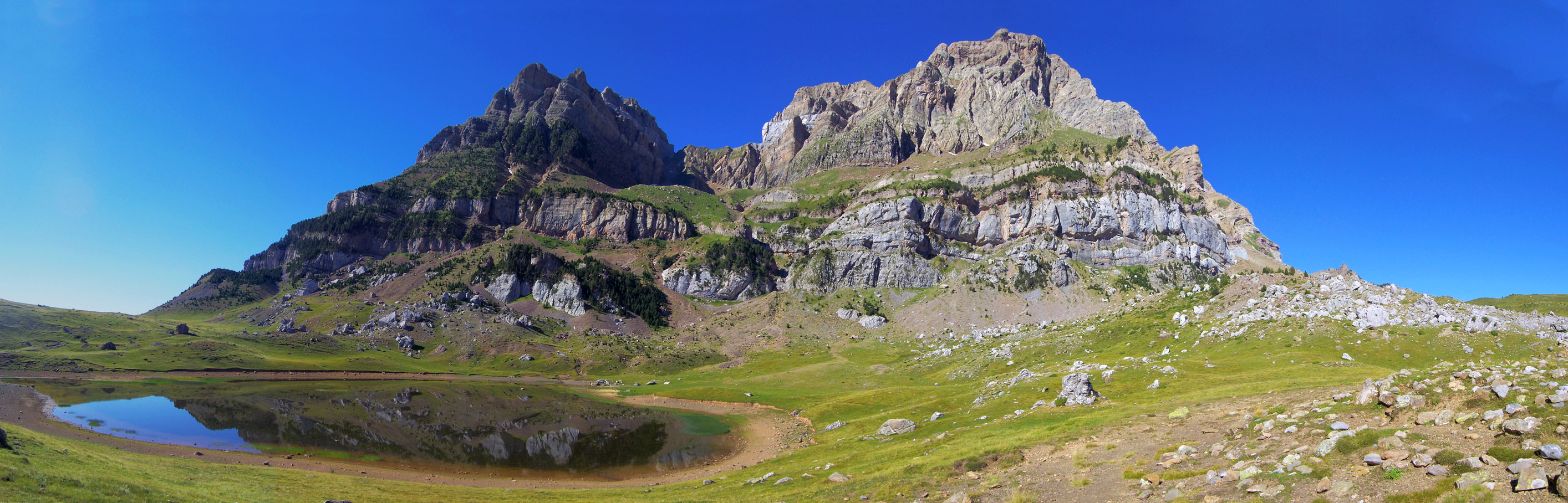
Peña Telera desde el Ibón de Piedrafita